# NGC 4150
NGC 4150 est une petite galaxie lenticulaire relativement rapprochée et située dans la constellation de la Chevelure de Bérénice. NGC 4150 a été découverte par l'astronome germano-britannique William Herschel en 1785.

## Caractéristiques
Sa vitesse par rapport au fond diffus cosmologique est de 493 ± 21 km/s, ce qui correspond à une distance de Hubble de 7,26 ± 0,59 Mpc (∼23,7 millions d'al).
À ce jour, huit mesures non basées sur le décalage vers le rouge (redshift) donnent une distance de 12,854 ± 3,636 Mpc (∼41,9 millions d'al), ce qui est à l'extérieur des valeurs de la distance de Hubble. Cette galaxie est trop rapprochée du Groupe local pour que l'on puisse déterminer sa distance à l'aide de la loi de Hubble-Lemaître. Cette distance est sans doute plus près de la distance réelle de cette galaxie. C'est avec cette distance que la base de données NASA/IPAC calcule le diamètre de cette galaxie.

## Trou noir supermassif
Selon une étude publiée en 2009 et basée sur la vitesse interne de la galaxie mesurée par le télescope spatial Hubble, la masse du trou noir supermassif au centre de NGC 4150 serait comprise entre 0,34 et 2,6 millions de {\displaystyle M_{\odot }}. 

## Groupe de NGC 4631
Selon A.M. Garcia, la galaxie NGC 4150 fait partie d'un groupe de galaxies qui compte au moins 14 membres, le groupe de NGC 4631. Les autres membres sont NGC 4163, NGC 4190, NGC 4214, NGC 4244, NGC 4308, NGC 4395, NGC 4631, NGC 4656, IC 779, MCG 6-28-0, UGC 7605, UGC 7698, UGCA 276.
On ne peut calculer la distance à partir de la loi de Hubble-Lemaître pour cette galaxie. D'ailleurs, comme plusieurs de ce groupe, elle est relativement rapprochée du Groupe local et on obtient presque systématiquement une distance inférieure en se basant sur le décalage. Cette différence provient du mouvement propre de ces galaxies dans le groupe.
Selon Abraham Mahtessian, NGC 4136 et NGC 4150 forment une paire de galaxie. Cette affirmation semble correcte si on se fie aux distances indépendantes du décalage vers le rouge (11,506 ± 3,937 pour NGC 4136 et 12,854 ± 3,636), mais NGC 4150 n'apparaît pas dans le groupe auquel appartient NGC 4136 (le groupe de NGC 4274) et NGC 4136 n'apparait pas dans le groupe auquel appartient NGC 4150. Les frontières entre les groupes sont quelque peu arbitraires et dépendent des critères de proximité employés par les auteurs.